# Лада-Арена
Ледовый дворец спорта «Лада-Арена» — дворец спорта в Автозаводском районе города Тольятти, домашняя арена хоккейного клуба «Лада». Вместительность ледовой арены 6000 зрителей, была открыта 9 августа 2013 года.

## Строительство
Предыдущий дворец спорта, где проводила домашние матчи «Лада» — «Волгарь» — к 2000-х годам технически устарел, а его вместимость составляет всего 2900 человек. Суперлига, позже преобразованная в КХЛ, установила минимальную вместимость для арен своего турнира — 5500 человек, несоблюдение которой грозило клубу исключением из лиги. 
В начале 2007 года было принято решение о постройке нового ледового дворца, тендер на строительство которого выиграла группа компаний «Волгатрансстрой». 
В ноябре 2008 года было объявлено о начале строительства; генеральным подрядчиком выступила местная строительная компания ОАО «Автозаводстрой».
Арену планировалось сдать в эксплуатацию в начале 2011 года. Однако в это же время у клуба начинались финансовые проблемы, и вскоре стройка была «заморожена». В мае 2010 года «Лада» была исключена из КХЛ и отправилась в ВХЛ. Сдача ледового дворца в эксплуатацию была названа главным условием возвращения в КХЛ.
Позже строительство было возобновлено, вместимость должна была быть увеличена с 6000 до 6122 человек, а стоимость возросла на полмиллиарда рублей до 3,15 миллиардов. Затем стоимость ещё несколько раз пересматривалась с разбросом до миллиарда рублей, в итоге была названа сумма 2 967 826 тысяч рублей, почти вся взятая из регионального бюджета. Открытие ледового дворца планировалось на декабрь 2012 года, затем его несколько раз переносили. Открытие арены состоялось 9 августа 2013 года в рамках предсезонного «Кубка Лады».

## Критика
Уже к открытию ледовый дворец подвергся критике со стороны администрации области, финансировавшей его строительство. Так губернатор Самарской области Николай Меркушкин отметил, что проект «на уровне вчерашнего дня… через некоторое время снова придётся возвращаться к этой проблеме». Министр спорта Самарской области Дмитрий Шляхтин высказался более резко:

"В «Лада-Арене» всё морально устарело, и мы получили тот объект, который должен был быть построен 13 лет назад. Соответственно, сети, коммуникации, оборудование и инвентарь — всё это дело «позавчерашнего характера»— 
Спустя полгода после открытия, 17 января 2014 года от огромной вывески «Лада-Арена» отвалилась одна из букв, что вызвало бурные обсуждения о качестве строительства в социальных сетях. Однако по результатам расследования трещина была признана незначительной, игры продолжались в новом ледовом дворце.

## Структура
«Лада Арена» является собственностью Министерства спорта Российской Федерации.
Государственное автономное учреждение Самарской области «Арена» (ГАУ СО "Арена") - в составе которого находятся ледовый дворец спорта «Лада Арена», спортивный комплекс «Труд» в городе Тольятти, Легкоатлетический манеж г.о.Тольятти, Сызрань - Арена в г.о. Сызрань, СК "Победа" в селе Кошки Кошкинского района. Строительство и открытие проходило при поддержке федерального партийного проекта Единой России.
Ледовый дворец занимает площадь 24 107,9 м2 и располагается по адресу: 445000, Тольятти, Ботаническая, 5. Кроме главной арены вместимостью 6000 человека в состав дворца входят малая арена — тренировочная площадка с трибунами на 456 зрителей, — а также подземная и наземная парковки.